# Уостадварский маяк
Уостадварский (Остадварский) маяк (лит. Uostadvario švyturys, нем. Kuwertshof)  — береговой маяк, расположенный в дельте Нямунас на крупнейшем острове республики Литва — Русне, на западной окраине деревни Уостадварис. Маяк находится на левом берегу рукава Атмата в месте впадения в него малой реки Вилкине, примерно в 6,5 км от местечка Русне, и в 2 км от берега Куршского залива. Является одной из достопримечательностей Регионального парка дельты реки Нямунас. Административно относится к Руснескому староству Шилутского района Клайпедского уезда.

## История
Строильство Уостадварского маяка началось 1873 году. Действовать маяк начал с 1876 года. В 1907 году к маяку была пристроена насосная станция с паровой турбиной, собирающей избыток воды с местных лугов и выбрасывающей её в Атмату.
Имеет статус исторического памятника техники, и на данный момент не действует, являясь частью музея польдеров, расположенного в задании бывшей насосной станции.
В 2003 году почта Литвы выпустила марку с изображением Уостадварского маяка.

## Описание
Представляет собой октагональную башню из красного керамического кирпича, на которую установлена площадка обнесённая перилами по периметру, и восьмиугольное помещение белого цвета с крышей в виде восьмигранной пирамиды со шпилем.
Общая высота маяка составляет 18 метров, из которых на кирпичную кладку приходится 13 метров.
В настоящее время маяк уже не используется по прямому назначению, и служит в основном в качестве обзорной башни.